# Геракл и Зена: Битва за Олимп
«Геракл и Зена: Битва за Олимп» (англ. Hercules and Xena — The Animated Movie: The Battle for Mount Olympus) — американский полнометражный мультфильм производства киностудии Renaissance Pictures. Премьерный показ состоялся в США 6 января 1998 года.

## Создание
Сюжет фильма был создан сценаристом и продюсером Джоном Лойем. Для озвучивания персонажей были приглашены актёры, снимавшиеся в телесериалах «Зена королева воинов» и «Удивительные странствия Геракла».

## Сюжет
Когда-то повелитель олимпийских богов Зевс заключил могущественных титанов, стремившихся захватить власть над миром, в подземную тюрьму Тартар. Спустя много лет жена Зевса Гера освободила титанов из заключения. С их помощью богиня надеялась свергнуть богов и захватить власть на Олимпе. Чтобы помешать замыслам Геры, боги призывают на помощь двух лучших смертных воинов — Геракла и Зену, которые должны помочь остальным богам остановить нашествие титанов и спасти Олимп.

## В ролях
| Актёр               | Роль      |
| ------------------- | --------- |
| Кевин Сорбо         | Геракл    |
| Люси Лоулесс        | Зена      |
| Майкл Хёрст         | Иолай     |
| Рене О’Коннор       | Габриэль  |
| Кевин Смит          | Арес      |
| Александра Тайдингс | Афродита  |
| Джой Уотсон         | Гера      |
| Питер Роули         | Зевс      |
| Элисон Уолл         | Мнемозина |
| Тед Рэйми           | Крайус    |